# Linh dương hoẵng Ruwenzori
Linh dương hoẵng Ruwenzori (Danh pháp khoa học: Cephalophus rubidus) là một loài linh dương trong chi linh dương hoẳng. Chúng là một linh dương chắc nịch nhưng nhỏ chỉ được tìm thấy ở dãy núi Ruwenzori giữa Uganda và có thể, nước Cộng hòa Dân chủ Congo. Chúng có thể là một phân loài của linh dương hoẵng mặt đen hoặc Linh dương hoẵng đỏ. 

## Đặc điểm
Linh dương hoẵng Ruwenzori nặng khoảng 15 kg (33 lb) và có một chiều cao chiều cao đến vai khoảng 45 cm (18 in). Chúng có bộ lông màu đỏ heo, nhẹ hơn trên của chúng và sẫm màu hơn trên lưng của chúng. Sừng của chúng ngắn và hơi phân nhánh giống như linh dương Mỹ và có chiều dài khoảng 8 cm. Chúng được tìm thấy trong khu cao trên 3.000 mét, nơi chúng ăn các loại thảo mộc, và là loài động vật sinh hoạt vào ban ngày.

## Tập tính
Do kích thước tương đối của chúng, cơ chế phòng vệ chính của chúng là để trốn tránh kẻ thù. Chúng được biết đến với sự nhút nhát cực đoan với sự nhạy cảm với các dấu hiệu dù là nhỏ nhất của một mối đe dọa và nhanh chóng lủi vào bụi rậm gần nhất. Tuy nhiên, trái ngược với bản chất nhút nhát trong sinh tồn của chúng, chúng tích cực hơn khi đối phó với những khu vực bằng việc đánh dấu lãnh thổ của mình cũng như bạn tình của chúng với các chất tiết ra từ các tuyến và chiến đấu với những cá thể khác mà thách thức lãnh thổ của chúng. Những con đực trẻ đánh dấu lãnh thổ của chúng cũng bởi đại tiện.
Đối với những con linh dương thích đi một mình, chúng chọn để tương tác với những con linh dương hoẵng khác một lần hoặc hai lần một năm, chỉ duy nhất cho mục đích của việc giao phối. Mặc dù đôi khi hình thành các nhóm tạm thời để cùng thu nhặt trái cây, rất khó để xác định những nhân tố đóng góp nhiều nhất cho Nguy cơ tuyệt chủng của chúng. Chúng thích sống một mình hoặc theo cặp để tránh sự cạnh tranh đến từ trong một nhóm lớn.
Chúng cũng đã tiến hóa để trở thành loài có tập tính ăn uống chọn lọc cao, chúng chỉ ăn một phần nhất định của các loài cây, chế độ ăn uống có chọn lọc của một sinh vật phân tán nhiều thức ăn của chúng sẽ hình thành nhóm. Chúng thay vì ăn cỏ, lá ăn, chồi, hạt, trái cây, chồi và vỏ cây, đôi khi nó cũng theo các đàn khỉ để tận dụng lợi thế của các trái cây mà chúng quăng xuống.